# Альбрехт III (курфюрст Бранденбурга)
А́льбрехт Ахи́лл Бранденбу́ргский (нем. Albrecht Achilles von Brandenburg; 9 ноября 1414, Тангермюнде — 11 марта 1486, Франкфурт-на-Майне) — маркграф княжества Ансбах с 1440 года и княжества Кульмбах с 1464 года под именем Альбрехт I, курфюрст Бранденбурга с 1470 года под именем Альбрехт III.

## Биография
Альбрехт Ахилл был третьим сыном курфюрста Фридриха I Гогенцоллерна и Елизаветы Баварской. Он родился 9 ноября 1414 года в Тангермюнде. В 1430 году в возрасте 15 лет он отправился ко двору римского короля (будущего императора) Сигизмунда чтобы получить рыцарское воспитание. В 1431 году Альбрехт Ахилл участвовал вместе с отцом в крестовом походе против гуситов. В 1432 году Альбрехт сопровождал гуситское посольство на Базельский собор. В июле 1434 года он сопровождал отца в рейхстаг в Ульм. В 1435 году Альбрехт вместе с братом Иоанном совершили путешествие в Палестину
7 июня 1437 года Альбрех получил Плассенбург и ряд франконских земель. В 1438 году Альбрехт Ахилл присутствовал на выборах Альбрехта II Габсбурга немецким королем. В 1438 году польский король Казимир пытался захватить Чехию. Для отпора этому вторжению Нюрнбергский рейхстаг 24 августа 1438 года  решил собрать армию. Отец Альбрехта Ахилла Фридрих I отказался её возглавить, но направил сына. Альбрехт Ахилл присоединился к войскам Альбрехт II, осаждавшим Табор. Позже он сопровождал Альбрехта II в его путешествии в силезские города Гёрлиц и Бреслау.
4 марта 1439 года королем Альбрехт II назначил своего тёзку капитаном (нем. «von königlicher Gewalt von Böhmen Hauptmann in Schlesien und zu Breslau») и доверил ему командование войсками, действовавшие в Силезии против Польши 
В 1438 году Людвиг Горбатый (женатый на сестре Альбрехта Ахилла - Маргарите) начал войну против своего отца Людвига Бородатогого, герцога Баварского. В  1439 году Альбрехт Ахилл поддержал своего и захватил замок Фридберг.
В 1440 году умер Фридрих I Гогенцоллерн. После его смерти территория его государства была разделена между его сыновьями: Иоганн Алхимик получил княжество Байрейт (Бранденбург-Кульмбах), Фридрих получил Бранденбург, а Альбрехт-Ахилл получил княжество Ансбах. 
Княжество Альбрехта приносило небольшой доход - всего 6 тысяч флоринов в год, поэтому он пытался его расширить. После смерти отца Альбрехт Ахилл привел в исполнение императорскую волю помогая вюрцбургскому епископу Сигизмунду против горожан. Потом он поддержал Сигизмунда Вюрцбургского против его братьев курфюрста Фридриха и герцога Вильгельма Саксонских. 
Альбрехт обладал красивым, сильным телосложением, и изучив в совершенстве все, что требовалось от рыцаря того времени, он разъезжал с одного турнира на другой. На турнире в Аугсбурге в 1442 году Альбрехт Ахилл одержал семнадцать побед.
В 1427 году отец Альбрехта - Фридрих уступил городу Нюрнберг одноименный замок. Получив в 1440 году Ансбах,  Альбрехт Ахилл желая вернуть владения предков начал с жителями Нюрнберга ожесточенную войну.
В 1445 году Людвиг Горбатый умер и Альбрехт Ахилл перевез Людвига Бородатого в Ансбах. За Людвига Бородатого в 1446 году он получил выкув в 32 тысячи гульденов
Планы Альбрехта завладеть Франконским герцогством не осуществились из-за нюрнбергского восстания во время Первой маркграфской войны 1449—1450 годов. И хотя в этой войне Альбрехт проявил личную доблесть и был поддержан союзом князей, но война с Нюренбергом поддержаным союзом городов была проиграна.
В 1464 году Альбрехт унаследовал после смерти своего брата Иоганна Алхимика княжество Кульмбах.

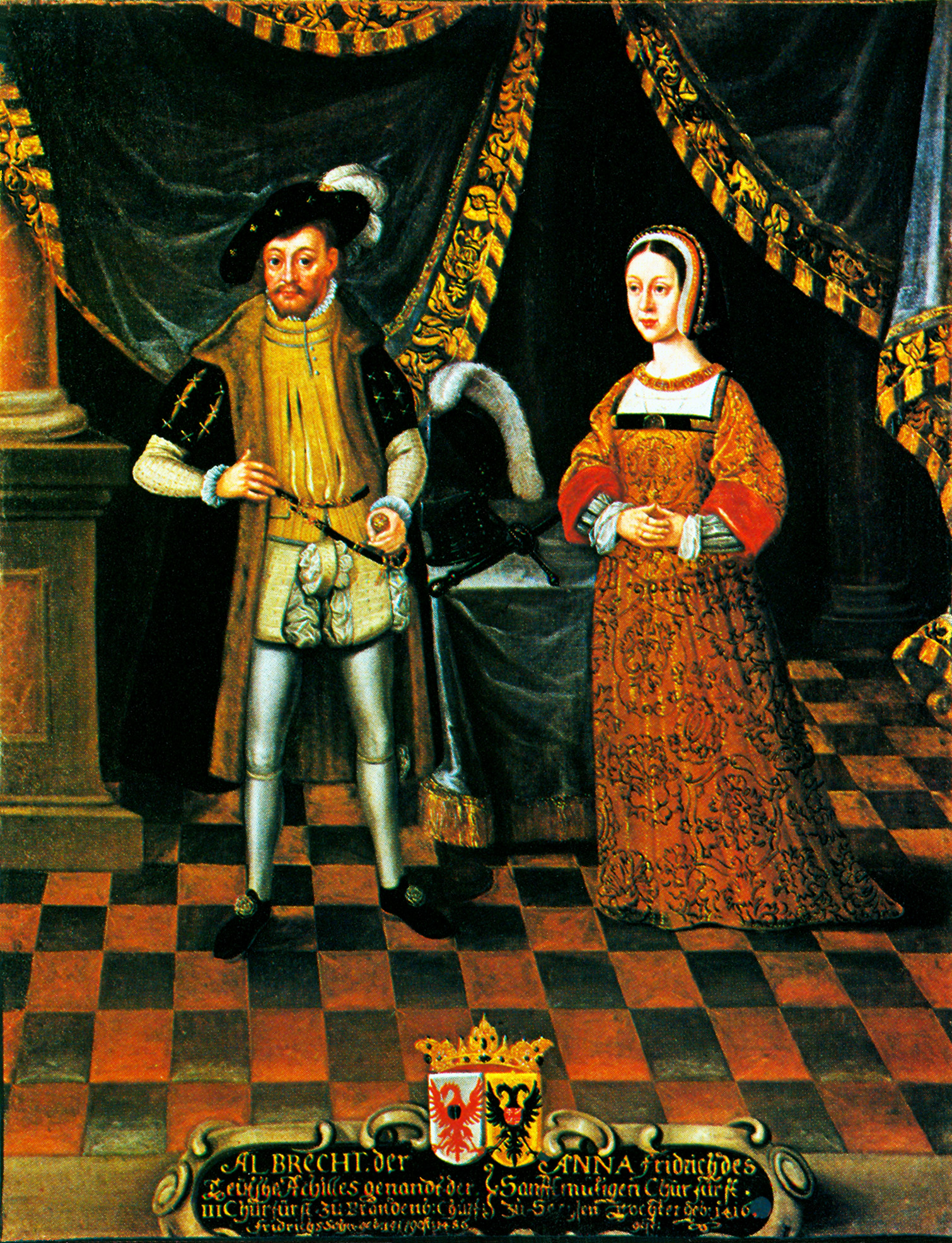
Альбрехт Ахилл и его вторая жена Анна Саксонская

Когда в 1470 году старший брат Альбрехта Ахилла Фридрих II отрёкся от власти в Бранденбурге, все владения дома Гогенцоллернов оказались в руках Альбрехта Ахилла.
Альбрехт слыл одним из самых влиятельных князей своего времени. Второе имя Ахилл ему присвоил будущий папа римский Пий II. Для достижения своих политических целей Альбрехт Ахилл использовал как военную силу, так и возможности дипломатии. В 1472 году Альбрехту Ахиллу во главе Бранденбурга удалось завершить многолетнюю войну с Померанией.
Альбрехт Ахилл вступил в открытое противостояние с епископом Вюрцбурга Рудольфом II фон Шеренбергом и епископом Бамберга Филиппом фон Геннебергом, отказавшись платить имперский налог на войну с турками и угрожая даже отказом от уплаты церковного налога, за что соответствующим интердиктом был предан анафеме.
В 1473 году Альбрехт Ахилл издал династический закон дома Гогенцоллернов Dispositio Achillea, установивший неделимость курфюршества Бранденбург, власть в котором с этого времени передаётся старшему сыну умершего курфюрста. В том же году к власти в Бранденбурге пришёл старший сын Альбрехта Ахилла от первого брака Иоганн Цицерон.
В 1486 году тяжело больной курфюрст Альбрехт принял участие в рейхстаге во Франкфурте-на-Майне, избравшем королём Максимилиана I. Альбрехт Ахилл умер во время рейхстага 11 марта 1486 года и был похоронен 19 июня 1486 года в церкви Хайльсброннского монастыря.

## Семья
Альбрехт Ахилл был женат дважды.
В 1445 году он женился на Маргарите Баденской (1431 — 24 октября 1457, Ансбах), дочери маркграфа Якоба I Баденского, однако брак оказался несчастливым: Маргарита умерла уже в 1457 году. В этом браке у Альбрехта Ахилла появилось трое сыновей и три дочери.
- Урсула (1450—1508), в 1467 году вышла замуж за герцога Мюнстербергского Йиндржиха I из Подебрад
- Елизавета (1451—1524), в 1467 году вышла замуж за герцога Эберхарда II Вюртембергского
- Маргарита (1453—1509); абатисса монастыря в Хофе, 1476—1490
- Иоганн Цицерон (1455—1499), курфюрст Бранденбургский

В ноябре 1458 года Альбрехт женился на Анне Саксонской, дочери курфюрста Саксонии Фридриха II, которая родила ему пятерых сыновей и восемь дочерей. Всего у Альбрехта было 19 детей.
- Фридрих I Бранденбург-Ансбахский (1460—1536); с 1486 года маркграф Бранденбурга-Ансбаха, с 1495 года — маркграф Бранденбурга-Кульмбаха
- Амалия (1461—1481), в 1478 году вышла замуж за пфальцграфа Каспара Цвейбрюккенского (1458—1527)
- Барбара Бранденбургская (1464—1515);

1. в 1472—1476 годах замужем за герцогом Генрихом XI Глогувским
2. в 1476—1500 годах замужем за королём Богемии Владиславом II

- Сибилла (1467—1524), в 1481 году вышла замуж за герцога Вильгельма Йюлих-Бергского
- Зигмунд (1468—1495), с 1486 года маркграф Бранденбург-Кульмбахский
- Доротея (1471—1520); аббатиса в Бамберге
- Елизавета (1474—1507), в 1491 году вышла замуж за графа Германа VIII Геннеберг-Ашахского (1470—1535)
- Анастасия (1478—1534), в 1500 году вышла замуж за графа Вильгельма VII Геннеберг-Шлейзингенского (1478—1559)